# مولي بوباك
مولي بوباك (بالإنجليزية: Molly Bobak)‏‏ (25 فبراير 1919 في فانكوفر - 2 مارس 2014 في فريدريكتون) رسامة من كندا.

## التعليم
تعلمت مولي بوباك في:
- جامعة إميلي كار للفنون والتصميم